# Festival de l'Épau
Le Festival de l'Épau est un festival de musique classique créé par le Conseil général de la Sarthe. Lancé en 1982 sous l'impulsion de Michel d'Aillières, alors président du Conseil général, il avait pour but d'animer et de valoriser l'Abbaye de l'Épau, acquise et restaurée par le Département de la Sarthe et située aux portes du Mans.

## Présentation
Le Festival de l'Épau a lieu chaque année au mois de mai, comme en 2022 et en 2023, et propose à son public une trentaine de concerts de musique classique (musique de chambre, musique symphonique et concertante, oratorios et récitals).
Depuis 1992, le Festival se complète d'une saison musicale de musique de chambre, d'octobre à mars. Essentiellement consacrée au quatuor à cordes à ses débuts, la saison se diversifie au fil des années en accueillant des formations de musique de chambre variées et des récitals de piano.
Cette activité de diffusion est portée par un établissement public à caractère industriel et commercial, le Centre culturel de la Sarthe, créé à l'initiative du Conseil général en 1997. L'établissement déploie également son projet culturel sur le site d'une autre propriété du Département, le Prieuré de Vivoin. Depuis 2009, le Centre culturel de la Sarthe assure en outre la gestion du Musée des 24 heures, autre propriété du Département de la Sarthe située sur le célèbre circuit des 24 Heures.